# Phlegyas annulicrus
Phlegyas annulicrus är en insektsart som beskrevs av Carl Stål 1869. Phlegyas annulicrus ingår i släktet Phlegyas och familjen Pachygronthidae. Inga underarter finns listade i Catalogue of Life.